# Maquette numérique d'aspect
La Maquette Numérique d'Aspect (MNA) ajoute à la maquette numérique des attributs de couleurs et de matières.

Ces informations permettent de déterminer l'aspect final du produit et d'en obtenir une photographie sans avoir à le fabriquer. La MNA est également au cœur de multiples processus dans une organisation allant de la création et du design, en passant par l'ingénierie jusqu'au marketing et la vente. La MNA permet dans des solutions complexes de véhiculer le visuel d'un produit à travers des systèmes PDM/PLM/ERP.

## Les logiciels

### Patchwork 3D Design
Patchwork 3D Design de Lumiscaphe (remplaçant Patchwork3D depuis 2014) est le logiciel central d'une série d'outils dédié à la maquette numérique d'aspect. Il permet tout d'abord de créer une maquette numérique d'aspect, en permettant d'associer différentes matières à différentes parties de la maquette numérique qui ensuite est exploité à travers une suite de solutions complètes (www.p3d-solutions.com)

Patchwork 3D Design est un logiciel de 3D temps réel qui permet:
- - de créer la maquette numérique d'aspect très rapidement
  - d'observer la maquette numérique d'aspect sous tous les angles, de façon interactive
  - d'explorer rapidement une grande combinatoire d'aspects, ce qui réduit les cycles de décision – design